# .uz
.uz (англ.  Uzbekistan) — национальный домен верхнего уровня Республики Узбекистан.
Доступна регистрация имени домена второго или третьего уровня в доменных зонах .uz, .for.uz, .gov.uz, .com.uz, .co.uz физическими, юридическими лицами, резидентами, нерезидентами Узбекистана.
Национальный домен верхнего уровня — UZ используется как национальный домен верхнего уровня в стандартах административно-территориального деления территории государства ISO 3166 (ISO 3166-1, ISO 3166-2, ISO 3166-2:UZ) в качестве кода Alpha2, образующего основу геокода административно-территориального деления Узбекистана.

## Домены 1 уровня
Таблица доменов первого уровня доменной зоны .uz.
| Домен | Регламентированные пользователи |
| ----- | ------------------------------- |
| .uz   | основной домен верхнего уровня. |

## Домены 2 уровня
Таблица доменов второго уровня доменной зоны .uz, условия использования, требования, регламентированные пользователи, категории доменов.
| Домен   | Регламентированные пользователи                                                         |
| ------- | --------------------------------------------------------------------------------------- |
| .for.uz | Бессрочный домен для пользователей ID.UZ со статусом PassportID.                        |
| .gov.uz | Государственные учреждения Узбекистана.                                                 |
| .com.uz | Коммерческие организации.                                                               |
| .co.uz  | .                                                                                       |
| .ac.uz  | Институты, высшие учебные заведения, учреждений культуры, ведущие научные исследования. |
| .edu.uz | Учебные заведения.                                                                      |
| .int.uz | Международные организации.                                                              |
| .net.uz | Поставщики интернет-услуг.                                                              |
| .org.uz | Некоммерческие организации.                                                             |
| .pp.uz  | Физические лица.                                                                        |

## История
Домен верхнего уровня .UZ  был впервые создан и делегирован 29 апреля 1995 года выполняющим функции IANA — Университетом института информатики Южной Калифорнии физическому лицу Алексу Вострикову из г. Ташкента. C 1995 по 2001 год домен «UZ» регистрировался бесплатно на любого желающего. В 2001 году права на администрирование домена были переданы представителю в Узбекистане ООО «Tomas» под управление компанией Euracom Equipment GmBH. После обращения в декабре 2002 года Узбекского агентства почты и телекоммуникаций принято решение ICANN и IANA право на управление национальным доменом переделегировать Центру UZINFOCOM (сейчас - Единый Интегратор Uzinfocom), являющийся по настоящее время администратором национального домена верхнего уровня «UZ». Таким образом, с 27 марта 2003 года  Единый Интегратор UZINFOCOM является администратором доменной зоны Узбекистана ccTLD UZ.
29 апреля 2020 года национальному домену UZ исполнилось 25 лет
28 апреля 2021 года с применением технологии DNSSEC был подписан домен верхнего уровня .UZ 
29 ноября 2021 года стала доступна регистрация DNSSEC для конечных пользователей 

## Регистрация доменов
Первоначально доменное имя «UZ» и до 2001 года выдавалось бесплатно. Затем регистратор ООО «Tomas» брал за регистрацию домена 89 $ в год, с последующим её снижением. В 2002 году была снижена цена до 78 $, а с января 2003 года — до 50 $ в год, и до 2005 года была 40 $. На данный момент средняя цена регистрация домена в зоне «UZ» составляет 25.000 сум (~2$). Снижение цен началось благодаря появлению с 2005 года ещё шести официальных регистраторов.
В данное время (май 2024 года) в доменной зоне зарегистрировано более 129 тысяч активных доменов.
В сентябре 2019 года, для защиты владельцев доменов от киберсквоттинга была внедрена услуга Redemption Period, благодаря которой прежние владельцы доменов после истечения срока регистрации имеют право выкупить истекший домен на своё имя.
Некоторым регистраторам достаточно скана паспорта, чтобы заключить договор с покупателем домена. Некоторые просят предоставить кроме скана паспорта, документы о прописке, сделать селфи с паспортом, подтвердить смс.

## Регистраторы доменов
Регистрация доменов проводится согласно «Положению о порядке регистрации и пользования доменными именами в домене „UZ“» юридическими лицами, получившими право работы в домене «UZ».
По состоянию на ноябрь 2024 года в Узбекистане действуют 24 аккредитованных регистраторов домена «UZ», 5 из них — государственные унитарные предприятия «Центр компьютеризации» при региональных хакимиятах (администрации).
Регистраторы регистрируют домены на срок от 1 года до 10 лет.
1. ЧП Best Internet Solution (http://eskiz.uz)
2. ООО „Tomas“ (https://tomas.uz)
3. ООО „Amaliy Aloqalar Biznesi“ (https://bcc.uz)
4. ООО „Sarkor Telecom“ (https://sarkor.uz)
5. ООО BILLUR COM (https://billur.com)
6. ООО „Arsenal-D“ (https://domain.uz, https://webname.uz)
7. ООО „NEW LINE SOLUTIONS“ (https://hostmaster.uz)
8. ООО «SUVAN NET» (https://ahost.uz)
9. ООО "UNITEL" (https://cloud.beeline.uz)
10. ООО «Scientific Technologies» (http://uzsci.net)
11. ООО "Lit-Tel" (http://www.skyline.uz/)
12. ООО «IT Formula» (https://netzone.uz/)
13. "TURON MEDIA" ХК (https://tcloud.uz)
14. ООО "VIRTUAL CLOUDS" (https://vclouds.uz)
15. ООО «IT SERVICE GROUP» (https://itsg.uz)
16. ООО «Airnet» (https://airnet.uz)
17. АК «O‘ZBEKTELEKOM» ЦРТиП (https://uzcloud.uz/)
18. ООО «PS Cloud Services» (https://pscloud.uz/)
19. ООО "Eclouds" (https://eclouds.uz/)
20. АО "Global Solutions" (https://gs.uz/)
21. ГУП „Fargʻona kompyuterlashtirish va axborotlashtirish markazi“ (http://fcc.uz)
22. ГУП „Namangan kompyuterlashtirish va axborotlashtirish markazi“ (http://namangan.uz)
23. ГУП „Samarqand kompyuterlashtirish va axborotlashtirish markazi“ (http://aktrm.uz)
24. ГУП „Qashqadaryo kompyuterlashtirish va axborotlashtirish markazi“ (http://qashqadaryo.uz/)